# Bắc Kinh đón chào bạn
"Bắc Kinh chào đón bạn" (phồn thể: 北京歡迎你, giản thể: 北京欢迎你, Bính âm: Běijīng huānyíng nǐ, Hán Việt: Bắc Kinh hoan nghênh nhĩ, tiếng Anh: Beijing Welcomes You) là bài hát nhân dịp đếm ngược 100 ngày đến Olympic của Thế vận hội Mùa hè 2008 tổ chức tại Bắc Kinh, Trung Quốc. Bài hát được trình bày bởi 100 ca sĩ nổi tiếng đến từ các nước Trung Quốc, Đài Loan, Hồng Kông, Hàn Quốc, Nhật Bản, Mông Cổ và Singapore. Video của bài hát chiếu những nơi nổi tiếng ở khắp khu vực Bắc Kinh. Đây là video nhạc tiếng Trung có sự tham gia của nhiều nghệ sĩ nổi tiếng nhất tính đến năm 2019.
Lời bài hát được sáng tác bởi nhạc sĩ người Hồng Kông - Lâm Tịch và nhạc của bài hát được sáng tác bởi nhạc sĩ người Trung Quốc - Tiểu Kha. Tiêu đề của bài hát được phiên âm ra thành tên 5 Bé Phúc, các linh vật của Thế vận hội Mùa hè Bắc Kinh trong tiếng Trung Quốc: Bối Bối: cá, Tinh Tinh: gấu trúc đỏ, Hoan Hoan: ngọn lửa, Nghênh Nghênh: linh dương, và Ni Ni: chim én.
Bài hát là sự thành công vang dội khi nhận được rất nhiều phản ứng tích cực từ công chúng với giai điệu bay bổng nhẹ nhàng và nội dung ý nghĩa và quảng bá tinh hoa Trung Quốc cũng như hình ảnh Bắc Kinh phồn thịnh trong MV kèm theo. "Bắc Kinh chào đón bạn" được xem là bài hát chủ đề Olympic hay nhất lịch sử và là một trong những bài hát nổi tiếng nhất năm 2008 tại Trung Quốc.

## Trình bày
| Ca sĩ             | Ghi chú                                            |
| ----------------- | -------------------------------------------------- |
| Trần Thiên Giai   | Cô bé xuất hiện đầu video                          |
| Lưu Hoan          | Ca sĩ Trung Quốc                                   |
| Na Anh            | Ca sĩ Trung Quốc                                   |
| Tôn Yến Tư        | Ca sĩ Singapore                                    |
| Tôn Duyệt         | Ca sĩ Trung Quốc                                   |
| Vương Lực Hoành   | Ca sĩ Đài Loan                                     |
| Hàn Hồng          | Ca sĩ Trung Quốc                                   |
| Châu Hoa Kiện     | Ca sĩ Đài Loan                                     |
| Lương Vịnh Kỳ     | Ca sĩ, diễn viên Hồng Kông                         |
| Vũ Tuyền          | Nhóm nhạc Trung Quốc                               |
| Thành Long        | Ca sĩ, diễn viên Hồng Kông                         |
| Nhậm Hiền Tề      | Ca sĩ, diễn viên Đài Loan                          |
| Thái Quốc Khánh   | Ca sĩ Hồng Kông                                    |
| Thái Y Lâm        | Ca sĩ Đài Loan                                     |
| Tôn Nam           | Ca sĩ Trung Quốc                                   |
| Châu Bút Sướng    | Ca sĩ Trung Quốc                                   |
| Vi Duy            | Ca sĩ Trung Quốc                                   |
| Huỳnh Hiểu Minh   | Diễn viên Trung Quốc                               |
| Hàn Canh          | Ca sĩ Trung Quốc (nhóm nhạc Hàn Quốc Super Junior) |
| Uông Phong        | Ca sĩ Trung Quốc                                   |
| Mạc Văn Uý        | Ca sĩ, diễn viên Hồng Kông                         |
| Đàm Tinh          | Ca sĩ Trung Quốc                                   |
| Trần Dịch Tấn     | Ca sĩ, diễn viên Hồng Kông                         |
| Diêm Duy Văn      | Ca sĩ Trung Quốc                                   |
| Đới Ngọc Cường    | Ca sĩ Trung Quốc                                   |
| Vương Hà          | Ca sĩ Trung Quốc                                   |
| Lý Song Giang     | Ca sĩ Trung Quốc                                   |
| Liêu Xương Vĩnh   | Ca sĩ Trung Quốc                                   |
| Lâm Y Luân        | Ca sĩ Trung Quốc                                   |
| Jang Na-ra        | Ca sĩ, diễn viên Hàn Quốc                          |
| Lâm Tuấn Kiệt     | Ca sĩ Singapore                                    |
| A Đỗ              | Ca sĩ Singapore                                    |
| Dung Tổ Nhi       | Ca sĩ Hồng Kông                                    |
| Lý Vũ Xuân        | Ca sĩ Trung Quốc                                   |
| Huỳnh Đại Vỹ      | Ca sĩ Đài Loan                                     |
| Trần Khôn         | Diễn viên Trung Quốc                               |
| Tạ Đình Phong     | Ca sĩ, diễn viên Hồng Kông                         |
| Hàn Lỗi           | Ca sĩ Trung Quốc                                   |
| Từ Nhược Tuyên    | Ca sĩ, diễn viên Đài Loan                          |
| Thang Xán         | Ca sĩ Trung Quốc                                   |
| Lâm Chí Linh      | Người mẫu, diễn viên Đài Loan                      |
| Trương Tử Lâm     | Hoa hậu Thế giới 2007 người Trung Quốc             |
| Trương Lương Dĩnh | Ca sĩ Trung Quốc                                   |
| Hứa Như Vân       | Ca sĩ Đài Loan                                     |
| Ngũ Tư Khải       | Ca sĩ Đài Loan                                     |
| Dương Khôn        | Ca sĩ Trung Quốc                                   |
| Phạm Vỹ Kỳ        | Ca sĩ Đài Loan                                     |
| Du Hồng Minh      | Ca sĩ Đài Loan                                     |
| Châu Hiểu Âu      | Ca sĩ Trung Quốc                                   |
| Sa Bảo Lượng      | Ca sĩ Trung Quốc                                   |
| Mãn Văn Quân      | Ca sĩ Trung Quốc                                   |
| Kim Hải Tâm       | Ca sĩ Trung Quốc                                   |
| Hà Nhuận Đông     | Ca sĩ, diễn viên Đài Loan                          |
| F.I.R             | Nhóm nhạc Đài Loan                                 |
| Bàng Long         | Ca sĩ Trung Quốc                                   |
| Tề Phong          | Ca sĩ Trung Quốc                                   |
| Ngô Khắc Quần     | Ca sĩ Đài Loan                                     |
| 5566              | Nhóm nhạc Đài Loan                                 |
| Hồ Ngạn Bân       | Ca sĩ Trung Quốc                                   |
| Trịnh Hy Di       | Ca sĩ Hồng Kông                                    |
| Đao Lang          | Ca sĩ Trung Quốc                                   |
| Kỷ Mẫn Giai       | Ca sĩ Trung Quốc                                   |
| Đồ Hồng Cương     | Ca sĩ Trung Quốc                                   |
| Ngô Đồng          | Ca sĩ Trung Quốc                                   |
| Đằng Cách Nhĩ     | Ca sĩ Mông Cổ                                      |
| Lưu Canh Hoành    | Ca sĩ Đài Loan                                     |
| Kim Sa            | Ca sĩ Trung Quốc                                   |
| Tô Tỉnh           | Ca sĩ Trung Quốc                                   |
| Vi Gia            | Ca sĩ Trung Quốc                                   |
| Phó Lệ Sơn        | Ca sĩ Trung Quốc                                   |
| Huỳnh Chinh       | Ca sĩ Trung Quốc                                   |
| Phòng Tổ Danh     | Ca sĩ, diễn viên Hồng Kông                         |

## Những nơi xuất hiện trong video bài hát
Nguồn
- Sân vận động Quốc gia Bắc Kinh (北京国家体育场)
- Thập Sát Hải (什刹海)
- Tử Cấm Thành (紫禁城)
- Quảng trường Thiên An Môn (天安门广场)
- Công viên Bắc Hải (北海公园)
- Đức Thắng Môn (德胜门)
- Nhà thi đấu Ngũ Khỏa Tùng